# オックスフォード大学の人物一覧
オックスフォード大学の人物一覧（オックスフォードだいがくのじんぶついちらん）では、オックスフォード大学の教員・卒業生等の一覧を記載する。

## 教員
- ロジャー・ペンローズ
- リチャード・ドーキンス
- ピーター・ウィリアム・アトキンス

## 主な出身者
- オーレル・スタイン（1862年-1943年） - 探検家、ロンドン大学も卒業
- J・R・R・トールキン - 作家、指輪物語の著者
- C.S.ルイス- 作家、ナルニア国ものがたりの著者
- ジョナサン・スウィフト - 作家、ガリヴァー旅行記の著者
- ルイス・キャロル - 数学者、作家
- ロジャー・ベーコン - 哲学者、思想家
- トマス・ホッブズ - 哲学者
- トーマス・エドワード・ロレンス - イギリスの軍人、考古学者
- ジェフリー・アーチャー - 政治家、作家
- インディラ・ガンディー - 元インド首相
- レスター・B・ピアソン - 元カナダ首相、ノーベル平和賞受賞者
- アウンサンスーチー - ノーベル平和賞受賞者
- スティーヴン・ホーキング - 理論物理学者、ケンブリッジ大学も卒業
- トニー・ブレア - 政治家、元労働党党首、元英国首相
- アダム・スミス - 政治・経済学者
- ジョン・ヒックス - 経済学者
- ビクトリア・ベイトマン - 経済学者
- ハワード・ストリンガー - ソニー 会長 - CEO
- ハロルド・ラスキ - 政治学者
- ヒュー・グラント - 俳優
- マイケル・ウィンターボトム - 作家
- マーガレット・サッチャー - 政治家、元保守党党首、元英国首相
- ベナジール・ブット - 政治家、元パキスタン首相
- エドモンド・ハレー - 天文学者
- エドウィン・ハッブル - 天文学者
- ティム・バーナーズ＝リー - World Wide Webの発明者
- レジナルド・ジョンストン - 中国学者。皇帝溥儀の家庭教師。
- ローワン・アトキンソン - 俳優
- ロザムンド・パイク - 女優
- アーサー・S・コミンズ・カー - 弁護士、東京裁判におけるイギリス代表検察官
- マイケル・ペイリン - コメディアン（「モンティ・パイソン」）
- テリー・ジョーンズ - 同上
- フィリップ・ジェイムズ・ハミルトン・グリァスン（1851年-1927年） - 法律家、文化人類学者
- アリスター・マクグラス - キリスト教神学者
- ジョナサン・ルイス - 政治学者、一橋大学教授
- イラリオン・アルフェエフ - キリスト教神学者・作曲家・正教会の府主教・ロシア正教会渉外局長
- マーラ・ヤマウチ - マラソン選手
- アナ・ポップルウェル - 女優（現在在学中）
- 羅文幹 - 政治家・弁護士・法学者。中華民国（北京政府）初代総検察庁庁長、国民政府外交部長（外務大臣）。
- デーヴィッド・キャメロン - 政治家、元保守党党首、元英国首相
- テリーザ・メイ - 政治家、前保守党党首、元英国首相
- ボリス・ジョンソン - 政治家、保守党党首、前英国首相
- サイモン・ウィンチェスター - 作家
- ギラード・ツッカーマン - 言語学者
- キア・スターマー - 政治家、労働党党首、英国首相

### 主な日本人の出身者

#### 皇室
- 徳仁（今上天皇）- 日本の天皇。マートン・カレッジ（1983-1985年）
- 皇后雅子 - 日本の皇后。外務省入省後、大学院で国際経済学を専攻。ベリオール・カレッジ（1988-1990年）
- 秋篠宮文仁親王 - 日本の皇族。今上天皇の弟。東京農業大学客員教授（育種学）。セント・ジョンズ・カレッジ大学院動物学科（1988-1990年）
- 寬仁親王 - 日本の皇族。日英協会名誉総裁。
- 彬子女王 - 日本の皇族、銀閣寺研修道場美術研究員（美術史）。マートン・カレッジ（2004-2010年）

#### 政界
- 江田五月 - 参議院議長、科学技術庁長官、法務大臣、環境大臣、裁判官
- 小倉將信 - 衆議院議員、子ども政策担当大臣
- 川勝平太 - 静岡県知事、早稲田大学教授（経済史）
- 津村啓介 - 衆議院議員、内閣府大臣政務官、日本銀行
- 田島麻衣子 - 参議院議員

#### 官公庁
- 久保田勇夫 - 西日本シティ銀行頭取、国土事務次官、大蔵省関税局長
- 黒田東彦 - 日本銀行総裁、財務省財務官、一橋大学教授
- 北村歳治 - 大蔵省審議官、横浜税関長、早稲田大学教授（経済学）
- 佐藤隆文 - 金融庁長官、一橋大学教授
- 武内良樹 - 財務官、OECD事務次長
- 林康夫 - 中小企業庁長官
- 西正典 - 防衛事務次官
- 中島恵理 - 環境省課長補佐、長野県副知事

#### 外務省
- 佐藤嘉恭 - 駐中国大使
- 沼田貞昭 - 駐カナダ大使
- 竹内行夫 - 外務事務次官、最高裁判所裁判官
- 田中三郎 - 駐キューバ大使
- 田中均 - 外務審議官（政務担当）、東京大学特任教授
- 高須幸雄 - 国際連合事務次長、国連大使教授
- 中村滋 - 駐マレーシア大使、東京大学客員教授
- 天野万利 -ヒューストン総領事、OECD事務次長
- 西ヶ廣渉 - 宮務主管、駐ルクセンブルク大使、演劇評論家
- 原聰 - 駐ポルトガル大使
- 杉山晋輔 - 外務事務次官、駐米大使
- 西宮伸一 - ニューヨーク総領事、外務審議官（経済担当）
- 廣木重之 - 駐南アフリカ共和国大使
- 長嶺安政 - 駐韓国大使
- 角茂樹 - 駐ウクライナ大使
- 兒玉和夫 - EU大使
- 三上正裕 - 駐カンボジア大使
- 山田滝雄 - ユネスコ大使
- 山本忠通 - 国際連合事務総長特別代表、国連アフガニスタン支援ミッション代表
- 嘉治美佐子 - ジュネーヴ国際機関日本政府代表部次席大使、一橋大学教授、駐クロアチア大使
- 小野日子 - 外務報道官、外務省経済局長、内閣広報官、東京オリンピック・パラリンピック競技大会組織委員会広報局長

#### 経済界
- 麻生泰 - 麻生会長、麻生セメント社長、九州経済連合会会長、2020年東京オリンピック・パラリンピック組織委員会理事
- 上野孝 - 上野トランステック社長、横浜商工会議所会頭
- 伊藤澄子 - 実業家、日本人女性初の投資銀行員、厚生省
- 川本裕子 - 東京銀行、マッキンゼー、早稲田大学教授（経済学）
- 出川昌人 - ブラックロック日本法人社長

#### その他
- 大島さくら子 - 英会話講師、語学学習コーチ／コンサルタント、通訳

#### 戦前に卒業した人物
- 松平慶民 - 宮内大臣
- 槇智雄 - 慶應義塾大学教授、防衛大学校長（政治学）
- 田中靜壹 - 大日本帝国陸軍大将
- 西園寺公一 - 外務省嘱託職員、日本共産党員
- 牛場友彦 - 内閣総理大臣秘書官、日本輸出入銀行幹事
- 山田節男 - 広島市長、参議院議員
- 斯波貞吉 - 衆議院議員、ジャーナリスト、佛教大学教授
- 苫米地英俊 - 小樽高等商業学校教授(英語学)、衆議院議員、札幌短期大学学長
- 加藤厚太郎 - 東明火災海上保険取締役、伯爵
- 薩摩治郎八 - 実業家、"バロン薩摩"
- 沢田退蔵 - 大山ハム社長